# 도쿄도도 제481호선
481번 도쿄도도(일본어: 東京都道481号新橋日の出ふ頭線→도쿄도도 481호 신바시-히노데후선)는 도쿄도 미나토구 신바시에서 가이간까지 이어주는 총 연장 1.8km의 거리를 가진 일반현도이다. 그러나 이 도로는 특례도로로 지정되어 있는 상태이지만, 전선 유리카모메 도쿄 임해 신교통 임해선과 나란히 병렬되어 있는 것으로 드러난다.

## 노선 정보
- 총 연장 : 1.8 km
- 실제 연장 : 1.8 km
- 기점 : 다음과 같음
  - 본선 : 도쿄도 미나토구 신바시2초메 (신바시역앞 교차로 = 15번 국도와 교차)
  - 지선 : 도쿄도 미나토구 히가시신바시1초메 (호라이바시미나미 교차로 = 도쿄도도 제316호선과 교차)
- 종점 : 도쿄도 미나토구 가이간2초메 (130번 국도와 교차)

## 노선 개황
- 통칭 : 통칭은 특이 사항이 없음
- 통행량 : 24시간 교통량 기준 하루 33,193 대씩 통행하고 있는 것으로 추정됨

## 지리

### 통과하는 지자체
- 도쿄도 미나토구가 유일하다.

### 접촉하는 도로
- 국도 제15호선
- 국도 제130호선
- 도쿄도도 제316호선

### 연선
- 시오도메 지구
  - 파나소닉 도쿄 시오도메 빌딩
  - 덴쓰 빌딩
  - 시오도메 미디어 타워
  - 도쿄 시오도메 빌딩
  - 시오도메 스미토모 빌딩(일본어판)
- 액티 시오도메
- 유리카모메 도쿄 임해 신교통 임해선 (유리카모메) - 다케시바 역, 히노데 역
- 도쿄항